# Parlamentswahl in Bulgarien 2001
- KB: 48
- NDSW: 120
- DPS: 21
- ODS: 51

Die Parlamentswahl in Bulgarien 2001 fand am 17. Juni 2001 statt und bestimmte die 240 Abgeordneten des Narodno Sabranie. Die erstmals angetretene Partei NDSV des einstigen Zaren Simeon Sakskoburggotski gewann die Wahl mit großem Abstand und erhielt 120 der 240 Sitze, verpasste so allerdings die absolute Mehrheit. Das bislang regierende Mitte-Rechts-Bündnis ODS rutschte auf 18 Prozent ab, die linke Koalizija sa Balgarija erreichte knapp dahinter 17 Prozent der Stimmen. Des Weiteren zog die DPS als Vertretung der türkischen Minderheit mit 21 Mandaten ein. Von den sonst angetretenen Parteien und Listen erreichte keine die Prozenthürde von 4 Prozent.
Die Regierung Sakskoburggotskis wurde am 24. Juli 2001 im Parlament gewählt. Dem Kabinett gehören neben der NDSV auch zwei Minister aus der DPS an, die eine Koalition einging.

## Ergebnis
| Listen                       | Listen | Stimmen   | %    | Mandate | +/-  |
| ---------------------------- | --- | --------- | ---- | ------- | ---- |
|                              | Nationale Bewegung Simeon der Zweite (NDSW) Nazionalno Dwischenie Simeon Wtori                                          | 1.951.859 | 42,7 | 120     | +120 |
|                              | Vereinigte Demokratische Kräfte (ODS) Obedineni Demokratitschni Sili                                                    | 830.059   | 18,2 | 51      | −86  |
|                              | Koalition für Bulgarien (KB) Koalizija sa Balgarija                                                                     | 783.107   | 17,1 | 48      | −10  |
|                              | Bewegung für Rechte und Freiheiten (DPS) Dwischenie sa Prawa i Swobodi                                                  | 340.510   | 7,5  | 21      | +2   |
|                              | Gergjowden – WMRO | 165.927   | 3,6  | –       | –    |
|                              | Koalizija „Simeon II“                                                                                                   | 157.141   | 3,4  | –       | –    |
|                              | Nazionalno Obedinenie sa Zar Simeon II                                                                                  | 77.671    | 1,7  | –       | –    |
|                              | Balgarska Ewrolewiza, BESDP – Obedinenie Sozialdemokrati, BSNS                                                          | 44.637    | 1,0  | –       | −14  |
|                              | Sajus Balgarija | 33.637    | 0,7  | –       | –    |
|                              | Koalizija Nazionalno Obedinenie Zar Kiro                                                                                | 27.636    | 0,6  | –       | –    |
|                              | Otetschestwo i Lewiza                                                                                                   | 21.851    | 0,5  | –       | –    |
|                              | Blokat na Schorsch Gantschew                                                                                            | 17.272    | 0,4  | –       | –    |
|                              | Obedineni Semedelski Sili (OSS) – Nazionalno Sdruschenie – BSNS i BSNS „Nikola Petkow“                                  | 15.504    | 0,3  | –       | –    |
|                              | Balgarska Rabotnitscheska Partija                                                                                       | 12.579    | 0,3  | –       | –    |
|                              | Demokratitscheska Partija na Sprawedliwostta na RB                                                                      | 10.822    | 0,2  | –       | –    |
|                              | Balgarska Rabotnitscheska Sozialistitscheska Partija                                                                    | 10.797    | 0,2  | –       | –    |
|                              | BKP „Podina“ | 9.373     | 0,2  | –       | –    |
|                              | Rodoljubie 2000 | 6.077     | 0,1  | –       | –    |
|                              | Sajus na Patriotitschnite Sili i Wojnite ot Sapassa „Saschtita“                                                         | 5.227     | 0,1  | –       | –    |
|                              | Balgarska Demokratitscheska Partija sa Ewrolejskki i Swetorni Schtati                                                   | 4.804     | 0,1  | –       | –    |
|                              | Dwischenie sa Saschtita na Pensioneri, Besrabotni i Sozialno Slabi Graschdani – Front na Progresiwnite Sili w Balgarija | 4.740     | 0,1  | –       | –    |
|                              | Balgarska Nazionalna Partija „Sozialen Sajus“                                                                           | 4.439     | 0,1  | –       | –    |
|                              | Alternatiwna Sozialliberalna Partija                                                                                    | 4.267     | 0,1  | –       | –    |
|                              | Swobodna Kooperatiwna Partija                                                                                           | 3.935     | 0,1  | –       | –    |
|                              | Balgarska Nazionalno-Radikalna Partija                                                                                  | 3.018     | 0,1  | –       | –    |
|                              | Sozialno-Liberalno Dwischenie „Sprawedliwost“                                                                           | 2.715     | 0,1  | –       | –    |
|                              | Nazionalno Dwischenie sa Nowa Era                                                                                       | 2.462     | 0,1  | –       | –    |
|                              | Otetschestwena Partija na Truda                                                                                         | 1.601     | 0,0  | –       | –    |
|                              | Obedinenie sa Sapaswane na Bogatstwata na Balgarija                                                                     | 1.414     | 0,0  | –       | –    |
|                              | Partija na Rabotnitschite i Sozialdemokratitscheskata Inteligenzija                                                     | 1.033     | 0,0  | –       | –    |
|                              | Balgarska Otetschestwena Partija „Nazionalen Sajus“                                                                     | 623       | 0,0  | –       | –    |
|                              | Nazionalna Partija na Truda, Tschastnite Sobstwenizi, Proiswoditeli i Tworzite (NPTTschSPT)                             | 524       | 0,0  | –       | –    |
|                              | Balgarski Nazionalen Front (BNF)                                                                                        | 202       | 0,0  | –       | –    |
|                              | Balgarski Bisnes Blok                                                                                                   | 162       | 0,0  | –       | −12  |
|                              | Partija na Srednata Klassa                                                                                              | 79        | 0,0  | –       | –    |
|                              | Obedinenie na Nazijata – Dwischenie na Oneprawdanite                                                                    | 39        | 0,0  | –       | –    |
|                              | Insgesamt 11 Einzelbewerber                                                                                             | 9.365     | 0,2  | –       | –    |
| Gesamt                       | Gesamt | 4.568.193 | 100  | 240     | –    |
|                              | |           |      |         |      |
| Ungültige Stimmen            | Ungültige Stimmen | 39.937    | 0,9  |         |      |
| Wähler                       | Wähler | 4.608.130 | 66,6 |         |      |
| Wahlberechtigte              | Wahlberechtigte | 6.916.151 |      |         |      |
|                              | |           |      |         |      |
| Quellen: bsp.bg; todor66.com | |           |      |         |      |